# Lance (Comic)
Lance ist der Titelheld eines US-amerikanischen Western-Comics, der zwischen 1955 und 1960 veröffentlicht wurde. Schöpfer des Comics, der hauptsächlich als Sonntagsseite erschien, war Warren Tufts.

## Handlung und Schöpfer
Der zwischen 1830 und 1850 angesiedelte Comic handelt vom Offizier Lance St. Lorne, der als Nachkomme eines französischen Adeligen beim Zusammentreffen mit Trappern, Soldaten, Indianern und Mexikanern zahlreiche Abenteuer erlebt. Gezeichnet und getextet wurden die Comics von Warren Tufts. Dieser hatte erst 1957 Sprechblasen eingeführt, nachdem er zuvor mit Textfeldern gearbeitet hatte. Als Vorlage diente Tufts die eigene Person, da er erhoffte, bei einer eventuellen Verfilmung des Comics die Titelrolle spielen zu können.

## Veröffentlichung
Die erste Veröffentlichung von Lance erfolgte am 5. Juni 1955 als farbige Sonntagsseite in knapp hundert Zeitungen. Der Vertrieb des Comics erfolgte durch Tufts und seine Familie, nachdem er sich im Streit vom United Feature Syndicate, das für die Verbreitung von Tufts' zuvor publizierten Western-Comic Casey Ruggles zuständig war, getrennt hatte. Zusätzlich zur Sonntagsseite erschien Lance von Januar 1957 bis Februar 1958 als daily strip. Die letzte Lance-Folge wurde am 29. Mai 1960 veröffentlicht, nachdem immer weniger Zeitungen den Strip abonnierten.
Auf Deutsch erschien von Juni 2011 bis September 2013 eine Gesamtausgabe in insgesamt fünf großformatigen Bänden im Bocola Verlag. Der Comic wurde von Jonas und Uwe Baumann übersetzt. Auszugsweise erschienen auf Deutsch einige Panels bereits 1990 im von Andreas C. Knigge herausgegebenen Comic Jahrbuch 1990. Weitere Gesamtausgaben erfolgten in portugiesischer und spanischer Sprache.

## Rezeption
Nach Ansicht von Andreas C. Knigge, der Lance mit Jean Girauds Blueberry vergleicht, vermochte Tufts, die „Raumauffassung des Kinos auf seine Seiten zu übertragen und die Landschaften jenseits der frontier in fast lyrischen Bildern und atemberaubenden Farben zu beschwören“. Er sieht in Lance „nicht nur in künstlerischer Hinsicht, sondern vor allem auch als Western eine Entdeckung“. Für Alex Toth, der ihn bei Casey Ruggles als Ghost-Zeichner unterstützt hatte, war Lance Tufts' „beste Arbeit“. Bill Blackbeard nannte Lance „den besten der ganzseitigen Abenteuerstrips, der nach den 1930er-Jahren geschaffen wurde“.